# Mahadevapura, Shrirangapattana
Mahadevapura là một làng thuộc tehsil Shrirangapattana, huyện Mandya, bang Karnataka, Ấn Độ.